# Büyükoluklu, Selim
Büyükoluklu là một xã thuộc huyện Selim, tỉnh Kars, Thổ Nhĩ Kỳ. Dân số thời điểm năm 2012 là 1547 người.